# Notre héros retrouvera-t-il le plus gros diamant du monde ?
Pour plus de détails, voir Fiche technique et Distribution.
Notre héros retrouvera-t-il le plus gros diamant du monde ? (Riuscirà il nostro eroe a ritrovare il più grande diamante del mondo?) est une comédie d'aventures italienne réalisée par Guido Malatesta et sortie en 1971.

## Synopsis
Jimmy Logan, un détective, tente de récupérer un diamant de la couronne britannique, volé par le chef félon des Services Secrets britanniques. Après avoir mené de dangereuses enquêtes à Monte-Carlo, Beyrouth et Hambourg, il finit par découvrir que le quartier général des voleurs se trouve dans un asile. Malheureusement, le fabuleux diamant va finir sa course sous un rouleau compresseur.

## Fiche technique
- Titre français : Notre héros retrouvera-t-il le plus gros diamant du monde ? ou Notre héros réussira-t-il à retrouver le plus gros diamant du monde ?[1]
- Titre italien : Riuscirà il nostro eroe a ritrovare il più grande diamante del mondo? ou Corri corri Jimmy Logan[2]
- Réalisateur : Guido Malatesta
- Scénario : Guido Malatesta, Piero Sciumè, Piero Regnoli, Vittorio Vighi (it)
- Photographie : Luciano Trasatti (it)
- Montage : Giancarlo Cappelli (it)
- Musique : Gianni Boncompagni
- Décors : Luciano De Nardi, Nicola Tamburro
- Costumes : Walter Patriarca (it)
- Production : Pier Luigi Torri
- Société de production : American Motion Pictures of Italy
- Pays de production :  Italie
- Langues originales : italien
- Format : Couleurs par Eastmancolor - Son mono - 35 mm
- Durée : 95 minutes
- Genre : comédie d'aventures
- Dates de sortie :
  - Italie : 24 juin 1971 (visa délivré le 18 novembre 1970[2])
  - France : 4 octobre 1973[1]

## Distribution
- Agnès Spaak : Arianne
- Ray Danton : Jimmy Logan
- Luciana Gilli : Désirée
- Tiziano Cortini (sous le nom de « Lewis Jordan ») : Professeur Froyd
- Mary Di Pietro :
- Gioiella Minicardi : Sheila
- Francesco Mulè : le parrain
- Monica Pardo : Lolita
- Pamela Tudor : Gladis
- Daniele Vargas : Dolmann
- Mirella Pamphili : hôtesse d'accueil
- Carlo Pisacane : préposé de la gare